# Kidów (gmina)
Kidów – dawna gmina wiejska istniejąca do 1954 roku w woj. kieleckim i woj. krakowskim. Siedzibą władz gminy był Kidów. 
W okresie międzywojennym gmina Kidów należała do powiatu olkuskiego w woj. kieleckim. Po wojnie gmina przez bardzo krótki czas zachowała przynależność administracyjną, lecz już 18 sierpnia 1945 roku została wraz z całym powiatem olkuskim przyłączona do woj. krakowskiego.
Według stanu z dnia 1 lipca 1952 roku gmina składała się z 14 gromad: Dobraków, Dzwonowice, Dzwonowice-Sierbowice, Jasieniec, Kidów Podleśna, Przychody, Siadcza, Siamoszyce, Sierbowice, Solca, Szyce, Szypowice i Wierzbica. Jednostka została zniesiona 29 września 1954 roku wraz z reformą wprowadzającą gromady w miejsce gmin. Po reaktywowaniu gmin z dniem 1 stycznia 1973 roku gminy Kidów nie przywrócono, a jej dawny obszar wszedł głównie w skład nowej gminy Pilica w tymże powiecie.